# De Schelde
De Schelde est un journal nationaliste flamand publié entre 1919 et 1936. 

## Histoire
Pol de Mont fut le premier rédacteur en chef du journal de sa création à 1923. Pendant cette période, il travailla entre autres avec Alice Nahon et Paul van Ostaijen. 
Après l'arrivée au pouvoir d'Hitler en Allemagne, De Schelde devint un outil de la propagande pour les Allemands qui le subventionnèrent. À partir de 1934, le journal passa entièrement aux mains de la Ligue nationale flamande et fut rebaptisé Volk en Staat à partir du 15 novembre 1936.